# Elección para gobernador de Florida de 2018
La elección para gobernador de Florida de 2018 se llevó a cabo el 6 de noviembre de ese año. La fecha límite para la presentación de candidatos fue el 22 de junio de 2018 y las elecciones primarias se llevaron a cabo el 28 de agosto.
El gobernador republicano titular, Rick Scott, tenía un mandato limitado y no podía postularse para un tercer mandato, por lo que se postuló para el escaño del Senado Clase I de Florida.
El representante republicano de los Estados Unidos, Ron DeSantis, ganó la gobernación, derrotando por estrecho margen al alcalde demócrata de Tallahassee, Andrew Gillum, en lo que algunos consideraron una sorpresa.

## Primaria republicana
| Candidatos                        | Votos     | %     |
| --------------------------------- | --------- | ----- |
|                                   | Votos     | %     |
| Ron DeSantis                      | 916,298   | 56.49 |
| Adam Putnam                       | 592,518   | 36.53 |
| Bob White                         | 32,710    | 2.02  |
| Timothy M. Devine                 | 21,380    | 1.32  |
| Bob Langford                      | 19,842    | 1.22  |
| Bruce Nathan                      | 14,556    | 0.90  |
| Don Baldauf                       | 13,173    | 0.81  |
| John Joseph Mercadante            | 11,647    | 0.72  |
|                                   |           |       |
| Total                             | 1,622,124 | 100   |
|                                   |           |       |
| Fuente: Florida Results Elections |           |       |

## Primaria demócrata
| Candidatos     | Votos     | %     |
| -------------- | --------- | ----- |
|                | Votos     | %     |
| Andrew Gillum  | 517,417   | 34.29 |
| Gwen Graham    | 472,735   | 31.33 |
| Philip Levine  | 306,450   | 20.31 |
| Jeff Greene    | 151,935   | 10.07 |
| Chris King     | 37,464    | 2.48  |
| John Wetherbee | 14,355    | 0.95  |
| Alex Lundmark  | 8,628     | 0.57  |
|                |           |       |
| Total          | 1,508,984 | 100   |
|                |           |       |
| Fuente:        |           |       |

## Resultados
| Partido                        | Partido       | Candidato              | Votos     | %     |
| ------------------------------ | ------------- | ---------------------- | --------- | ----- |
|                                | Republicano   | Ron DeSantis           | 4,076,186 | 49.59 |
|                                | Demócrata     | Andrew Gillum          | 4,043,723 | 49.19 |
|                                | Reforma       | Darcy Richardson       | 47,140    | 0.57  |
|                                | Independiente | Kyle Gibson            | 24,310    | 0.30  |
|                                | Independiente | Ryan Christopher Foley | 14,630    | 0.18  |
|                                | Independiente | Bruce Stanley          | 14,505    | 0.18  |
| Escritos                       | Escritos      | Escritos               | 67        | 0.00  |
|                                |               |                        |           |       |
| Total                          | Total         | Total                  | 8,220,561 | 100   |
| Participación                  | Participación | Participación          |           | 62.55 |
| Registrados                    |               |                        |           |       |
|                                |               |                        |           |       |
| Fuente: Florida Election Watch |               |                        |           |       |